# John of the Cross Anyogu
John of the Cross Anyogu (* 2. Mai 1898 in Onitsha; † 5. Juli 1967) war ein nigerianischer römisch-katholischer Bischof.
Johns Eltern Jacob und Ama Fatima Anyogo waren bekannte Gläubige der Onitshamission.
In Großbritannien studierte er am Junior Seminary of St. Mary’s in Grange-over-Sands, Lancashire und anschließend in Dublin Philosophie.
John wurde am 8. Dezember 1930 zum Priester für das Apostolische Vikariat Süd-Nigeria ernannt. 1956 ernannte Queen Elisabeth II. ihn zum Officer of Order of the British Empire. Papst Pius XII. ernannte ihn am 15. Februar 1957 zum Titularbischof von Magnesia ad Maeandrum und Weihbischof in Onithsha. James Robert Knox, Apostolischer Gesandter für Britisch-Ostafrika, weihte ihn zum Bischof. Mitkonsekratoren waren Charles Heerey CSSp, Erzbischof von Onitsha, und Leo Hale Taylor SMA, Erzbischof von Lagos. Er war sowohl der erste Priester als auch der erste Bischof der Igbogemeinschaft.
Papst Johannes XXIII. ernannte ihn 12. November 1962 bei der Abtrennung des Bistums Enugu zu dessen erstem Bischof.
John nahm an den ersten drei Sitzungsperioden des Zweiten Vatikanischen Konzils als Konzilsvater teil.